# Pseudorus guentheri
Pseudorus guentheri är en tvåvingeart som först beskrevs av Lynch Arribalzaga 1882.  Pseudorus guentheri ingår i släktet Pseudorus och familjen rovflugor. Inga underarter finns listade i Catalogue of Life.